# São Joaquim da Barra
São Joaquim da Barra est une municipalité brésilienne de l'État de São Paulo et la Microrégion de São Joaquim da Barra.